# Чистяков, Алексей Алексеевич (футболист)
Алексей Алексеевич Чистяков (укр. Олексій Олексійович Чистяков; род. 3 августа 1974, Иваново) — украинский футболист, тренер.

## Карьера игрока
Воспитанник ДВУФК Днепропетровск и никопольского «Колоса». Начинал свою карьеру в луганском «Динамо». Летом 1994 года был приглашён Владимиром Кобзаревым в клуб Высшей лиги «Заря-МАЛС». За него Чистяков провёл 7 игр. После отставки тренера хавбек покинул команду. Позднее выступал за ряд российских и украинских клубов.

## Карьера тренера
Свою тренерскую работу начал в 2002 году. Через год Чистяков стал работать самостоятельно, возглавив днепродзержинскую «Сталь». В скором времени начинающий специалист вошёл в тренерский штаб Кобзарева в «Заре». После его отставки возглавил команду. На тот момент ему было 29 лет. Алексей Чистяков является самым молодым тренером в истории «Зари». Под его руководством команда провела 7 игр, в которых сумела одержать 1 победу. В скором времени Чистяков уступил свой пост Александру Довбию.
В 2004 году входил в тренерский штаб команды «Уголёк» (Димитров). С 2005 году Алексей Чистяков работал тренером в академии днепропетровского «Днепра». В 2015 году он занял пост заместителя директора академии. В 2017 году назначен главным тренером молодёжного состава (U 21) одесского «Черноморца». В августе того же года, после отставки Александра Грановского стал и. о. главного тренера команды. Затем вошёл в штаб Олега Дулуба.
С января 2019 года является помощником главного тренера молодёжной сборной Украины Руслана Ротаня